# Kaset Wisai (huyện)
Kaset Wisai (tiếng Thái: เกษตรวิสัย) là một huyện (amphoe) ở tây nam của tỉnh Roi Et, Thái Lan.

## Địa lý
Các huyện giáp ranh (từ phía bắc theo chiều kim đồng hồ) là: Chaturaphak Phiman, Mueang Suang, Suwannaphum of Roi Et Province, Phayakkhaphum Phisai của Maha Sarakham Province, Pathum Rat của tỉnh Roi Et và Wapi Pathum của tỉnh Maha Sarakham.

## Lịch sử
Ban đầu tên là Nong Waeng, tên gọi đã được đổi tên thành Kaset Wisai năm 1939.

## Hành chính
Huyện này được chia thành 13 phó huyện (tambon), các đơn vị này lại được chia ra thành 175 làng (muban). Có hai thị trấn (thesaban tambon) - Kaset Wisai và Ku Ka Sing mỗi đơn vị nằm trên một phần của tambon cùng tên. Có 13 Tổ chức hành chính tambon.
| STT. | Tên             | Tên Thái | Số làng | Dân số |  |
| ---- | --------------- | -------- | ------- | ------ |  |
| 1.   | Kaset Wisai     | เกษตรวิสัย | 18      | 16.420 |  |
| 2.   | Mueang Bua      | เมืองบัว   | 13      | 8.632  |  |
| 3.   | Lao Luang       | เหล่าหลวง | 15      | 7.541  |  |
| 4.   | Sing Khok       | สิงห์โคก   | 13      | 7.289  |  |
| 5.   | Dong Khrang Yai | ดงครั่งใหญ่ | 13      | 5.957  |  |
| 6.   | Ban Fang        | บ้านฝาง   | 17      | 6.182  |  |
| 7.   | Nong Waeng      | หนองแวง  | 15      | 8.186  |  |
| 8.   | Kamphaeng       | กำแพง    | 12      | 6.447  |  |
| 9.   | Ku Ka Sing      | กู่กาสิงห์   | 13      | 9.259  |  |
| 10.  | Nam Om          | น้ำอ้อม    | 9       | 5.016  |  |
| 11.  | Non Sawang      | โนนสว่าง  | 14      | 5.385  |  |
| 12.  | Thung Thong     | ทุ่งทอง    | 9       | 5.491  |  |
| 13.  | Dong Khrang Noi | ดงครั่งน้อย | 14      | 7.219  |  |